# Wahlkreis Cardiff Central (Walisisches Parlament)
Der Wahlkreis Cardiff Central ist seit 1999 ein Wahlkreis (englisch constituency) für die Wahl eines Abgeordneten des walisischen Parlaments (Senedd Cymru).

## Ergebnisse

### Parlamentswahl 2021
| Kandidaten                            | Kandidaten                  | Parteien/Listen                        | Erststimmen | Erststimmen | Zweitstimmen | Zweitstimmen |
| Kandidaten                            | Kandidaten                  | Parteien/Listen                        | Stimmen     | %           | Stimmen      | %            |
| ------------------------------------- | --------------------------- | -------------------------------------- | ----------- | ----------- | ------------ | ------------ |
|                                       | Jenny Rathbonegewählt im WK | Welsh Labour Party                     | 13.100      | 45,9        | 11.272       | 39,5         |
|                                       | Rodney Berman               | Welsh Liberal Democrats                | 5.460       | 19,1        | 4.522        | 15,9         |
|                                       | Calum Davies                | Welsh Conservative Party               | 3.788       | 13,3        | 4.047        | 14,2         |
|                                       | Wiliam Rees                 | Plaid Cymru                            | 3.470       | 12,2        | 4.633        | 16,3         |
|                                       | Ceri Davies                 | Green Party of England and Wales       | 1.552       | 5,4         | 2.258        | 7,9          |
|                                       | Munawar Mughal              | Abolish the Welsh Assembly Party       | 440         | 1,5         | 643          | 2,3          |
|                                       | Dilan Nazari                | Propel                                 | 268         | 0,9         | 296          | 1,0          |
|                                       | Thomas Franklin             | Freedom Alliance                       | 156         | 0,5         | –            | –            |
|                                       | Julian Bosley               | Reform UK                              | 151         | 0,5         | 173          | 0,6          |
|                                       | Brian Johnson               | Socialist Party of Great Britain       | 82          | 0,3         | –            | –            |
|                                       | Alford Thomas               | Gwlad                                  | 65          | 0,2         | 80           | 0,3          |
|                                       | –                           | UK Independence Party                  | –           | –           | 200          | 0,7          |
|                                       | –                           | No More Lockdowns                      | –           | –           | 135          | 0,5          |
|                                       | –                           | Trade Unionist and Socialist Coalition | –           | –           | 97           | 0,3          |
|                                       | –                           | Communist Party of Britain             | –           | –           | 87           | 0,3          |
|                                       | –                           | Workers Party of Britain               | –           | –           | 33           | 0,1          |
|                                       | –                           | unabhängig (Alan Coulthard)            | –           | –           | 32           | 0,1          |
| Gesamt                                | Gesamt                      | Gesamt                                 | 28.532      | 100         | 28.508       | 100          |
|                                       |                             |                                        |             |             |              |              |
| Ungültige Stimmen                     | Ungültige Stimmen           | Ungültige Stimmen                      | 180         | 0,6         | 204          | 0,7          |
| Wähler                                | Wähler                      | Wähler                                 | 28.712      | 44,8        | 28.712       | 44,8         |
| Wahlberechtigte                       | Wahlberechtigte             | Wahlberechtigte                        | 64.122      |             | 64.122       |              |
|                                       |                             |                                        |             |             |              |              |
| Quellen: Senedd Cymru – UK Parliament |                             |                                        |             |             |              |              |